# Lebewohl meine Konkubine (Roman)
Lebewohl meine Konkubine (Originaltitel: chinesisch 霸王別姬 / 霸王别姬, Pinyin Bàwáng Bié Jī, Jyutping Baa3wong4 Bit6 Gei1, englisch Farewell to My Concubine) ist ein 1985 erschienener Roman der chinesischen Autorin Lilian Lee aka Li Pi-hua (李碧華). 
Die Geschichte wurde 1993 erstmals in deutscher Sprache veröffentlicht. Kurz darauf folgte die Premiere des dazugehörigen Films von Chen Kaige in den deutschen Kinos. Dieser gilt als eines der wichtigsten Werke des chinesischen Kinos der Regisseure der fünften Generation. Auch international wurde der Film hoch gelobt und sogar mit der Goldenen Palme ausgezeichnet. 
Inhaltlich gibt das Werk einen Überblick über die Geschichte Chinas der 1920er bis in die späten 1970er Jahre. Dabei orientiert sich die Autorin lose an der gleichnamigen Peking-Oper, die auch das zentrale Motiv des Romans darstellt.

## Handlung
Die Protagonisten des Romans sind zwei Peking-Oper Darsteller, deren Leben von ihrer Kindheit an beschrieben wird. Beide sind Waisen, die von ihren Müttern an Meister Guan, den Leiter einer Opernschule, verkauft wurden.
Zu Beginn der Handlung sind die beiden Jungen etwa 10 Jahre alt und werden unter strenger Führung zu Schauspielern ausgebildet. Der ältere der beiden, Xiao Shitou, wird zum Sheng, der männlichen Hauptrolle in der Peking-Oper, bestimmt. Sein weitaus kleinerer und zarter Freund Xiao Douzi soll als Dan die weibliche Hauptrolle spielen. 
Auch nach ihrer Ausbildung treten die beiden Freunde weiterhin gemeinsam, allerdings unter neuen Künstlernamen, auf und werden zu gefeierten Stars der Peking-Oper, die besonders für ihre Darstellung der Oper „Lebewohl meine Konkubine“ große Anerkennung bekommen. Diese Oper handelt vom Heerführer Xiang Yu, der sich im Krieg mit Liu Bang befindet und sich schließlich geschlagen geben muss. In dieser ausweglosen Situation bittet ihn seine liebste Konkubine Yu Ji darum, an seiner Seite sterben zu dürfen. Diesen Wunsch verwehrt Xiang Yu ihr jedoch, sodass sie sich aus Liebe zu ihm mit dessen Schwert umbringt, während dieser unaufmerksam ist. Diese Oper ist das zentrale Motiv der Romanhandlung.
Besonders Xiao Douzi, der nun Cheng Dieyi heißt, erfreut sich in der Rolle der Yu Ji großer Beliebtheit und beginnt, sich immer stärker mit diesem Charakter zu identifizieren. So verliebt er sich auch in seinen Xiang Yu, welcher von Xiao Shitou, der den Namen Duan Xiaolou angenommen hat, verkörpert wird.
Während Dieyi nahezu besessen von Opern ist, beginnt Xiaolou diese zu vernachlässigen. Letztendlich heiratet er sogar die ehemalige Prostituierte Juxian. Juxian ist auch einer der Gründe, weshalb sich die Freunde immer weiter entfremden, was zu häufigen Trennungen führt. Nach einiger Zeit versöhnen sich die beiden jedoch jedes Mal wieder, weil ihre brüderliche Freundschaft einfach zu stark ist. Beide helfen sich gegenseitig aus schweren Krisen. Trotzdem beleibt Dieyis Liebe zu Xiaolou unerwidert und von diesem auch unbeachtet. Juxian hingegen bemerkt Dieyis Eifersucht, was zu häufigen Konflikten zwischen den beiden führt. Unbewusst verschmelzen Xiaolou und Dieyi also immer weiter mit ihren Rollen in der Peking-Oper.
Über die Jahre müssen die Protagonisten neben emotionalen Hürden allerdings auch gesellschaftliche Konflikte, wie den Boxeraufstand, die japanische Besatzung oder die Kulturrevolution, überwinden. Xiaolou wird von den Japanern gefangen genommen, weshalb Dieyi für diese singt, um seinem Freund zu helfen. Aus diesem Grund wird Dieyi später als Verräter von den Chinesen gefangen genommen, kann aber, aufgrund seiner Prominenz, einer Todesstrafe entgehen. Die Aktivisten der Kulturrevolution zwingen die Schauspieler zur Selbstkritik, was zur Trennung von Xiaolou und Juxian führt, woraufhin diese sich umbringt. Außerdem werden die beiden Männer ins Exil verbannt, sodass sie sich erst nach der Kulturrevolution wiedersehen. Dieyi ist mittlerweile Leiter einer Operntruppe aus Peking, die für einige Aufführungen nach Hong Kong reist. Dort lebt Xiaolou, der allerdings nicht mehr im Operngeschäft tätig ist. Ein letztes Mal führen die beiden „Lebewohl meine Konkubine“ ohne Publikum auf. Im Laufe der finalen Szene versucht Dieyi, wie auch Yu Ji, Suizid zu begehen. Er scheitert jedoch und reist kurz darauf mit seiner Truppe zurück nach Peking. 
Die Handlung endet mit Xiaolou, der in Hong Kong melancholisch in die Zukunft blickt.

## Unterschiede zwischen Romanvorlage und Film
Der Roman und auch der Film geben einen umfangreichen Einblick über ein halbes Jahrhundert chinesischer Geschichte und die Peking-Oper. An einigen Stellen unterscheiden sich Roman und Film jedoch. Ein gravierender Unterschied ist zum Beispiel das Ende: Während die Freunde im Buch getrennte Wege gehen, bringt sich Dieyi im Film bei seiner Abschlussvorstellung tatsächlich um.